# Koen Bouwman
Koen Bouwman (* 2. prosince 1993) je nizozemský profesionální silniční cyklista jezdící za UCI WorldTeam Team Jumbo–Visma.

## Hlavní výsledky
2014
Carpathian Couriers Race
4. místo celkově
10. místo Volta Limburg Classic
2015
Giro della Valle d'Aosta
vítěz 5. etapy
Tour de Normandie
 vítěz vrchařské soutěže
Národní šampionát
4. místo časovka do 23 let
6. místo Paříž–Tours Espoirs
7. místo Oberösterreichrundfahrt
2017
Critérium du Dauphiné
 vítěz vrchařské soutěže
vítěz 3. etapy
Národní šampionát
5. místo časovka
2018
Tour of Britain
vítěz 5. etapy (TTT)
Settimana Internazionale di Coppi e Bartali
5. místo celkově
9. místo Gran Premio Bruno Beghelli
2019
Mistrovství světa
 vítěz smíšené štafety
Mistrovství Evropy
 vítěz smíšené štafety
UAE Tour
vítěz 1. etapy (TTT)
Národní šampionát
4. místo časovka
Danmark Rundt
8. místo celkově
2020
Czech Cycling Tour
7. místo celkově
 vítěz vrchařské soutěže
2021
Národní šampionát
3. místo časovka
Kolem Belgie
6. místo celkově
2022
Giro d'Italia
 vítěz vrchařské soutěže
vítěz etap 7 a 19

### Výsledky na etapových závodech
| Výsledky na Grand Tours        |      |      |      |      |      |      |      |
| Grand Tour                     | 2016 | 2017 | 2018 | 2019 | 2020 | 2021 | 2022 |
| Giro d'Italia                  | —    | —    | 50   | 41   | DNF  | 12   | 21   |
| Tour de France                 | —    | —    | —    | —    | —    | —    |      |
| Vuelta a España                | 123  | 41   | —    | —    | —    | 42   |      |
| Výsledky na etapových závodech |      |      |      |      |      |      |      |
| Závod                          | 2016 | 2017 | 2018 | 2019 | 2020 | 2021 | 2022 |
| Tour Down Under                | —    | 128  | —    | —    | —    | NS   | NS   |
| Paříž–Nice                     | —    | —    | —    | —    | —    | —    | —    |
| Tirreno–Adriatico              | —    | —    | —    | DNF  | —    | —    | 34   |
| Volta a Catalunya              | 100  | —    | —    | —    | NS   | 74   | —    |
| Kolem Baskicka                 | 63   | —    | —    | —    | NS   | —    | —    |
| Tour de Romandie               | —    | 116  | —    | —    | NS   | —    | —    |
| Critérium du Dauphiné          | —    | 112  | —    | —    | —    | —    |      |
| Tour de Suisse                 | 29   | —    | 22   | 33   | NS   | —    |      |
| Tour de Pologne                | DNF  | 44   | —    | —    | —    | —    |      |

#### Výsledky na klasikách
| Monument                 | 2016 | 2017 | 2018 | 2019 | 2020 | 2021 |
| ------------------------ | ---- | ---- | ---- | ---- | ---- | ---- |
| Milán – San Remo         | —    | —    | 68   | —    | —    | —    |
| Kolem Flander            | —    | —    | —    | —    | —    | —    |
| Paříž–Roubaix            | —    | —    | —    | —    | NS   |      |
| Lutych–Bastogne–Lutych   | 147  | —    | —    | 78   | —    | —    |
| Giro di Lombardia        | DNF  | 51   | 88   | DNF  | 69   |      |
| Klasika                  | 2016 | 2017 | 2018 | 2019 | 2020 | 2021 |
| Amstel Gold Race         | —    | —    | —    | 104  | NS   | —    |
| Valonský šíp             | 161  | 163  | —    | 85   | —    | —    |
| Clásica de San Sebastián | —    | —    | —    | 78   | NS   | 56   |
| Paříž–Tours              | 161  | —    | —    | —    | —    |      |

### Dráhová cyklistika
2018
Národní šampionát
2. místo stíhací závod
2019
Národní šampionát
2. místo stíhací závod
| —   | Nezúčastnil se |
| DNF | Nedokončil     |
| NS  | Nekonalo se    |